# Eupithecia insignioides
Eupithecia insignioides is een vlinder uit de familie van de spanners (Geometridae). De wetenschappelijke naam van de soort is voor het eerst geldig gepubliceerd in 1923 door Eugen Wehrli.